# Can Comellas (Avinyonet de Puigventós)
Can Comellas és una masia d'Avinyonet de Puigventós (Alt Empordà) inclosa a l'Inventari del Patrimoni Arquitectònic de Catalunya.

## Descripció
Gran casa situada a l'entrada del poble, a cent metres de l'església, i a tocar el nucli antic. És un gran edifici de pedra i maó amb una gran porta de pedra amb el relleu d'una fulla d'acant a la clau de volta. És un edifici de planta baixa i dos pisos, amb un cos annex al costat esquerre que arriba fins al primer pis. Dels dos pisos superiors cal destacar la simetria horitzontal i vertical, que tan sols es veu trencada per un balcó corregut a les obertures més grans del primer pis. La coberta és a dues aigües, tot i que una part del teulat està ocupat per una terrassa.